# Paul Thon
Paul Christian Thon (* 23. Juni 1852 in Eisenach; † 4. September 1923 in Berlin-Lichterfelde) war von 1913 bis 1918 Generaldirektor der Victoria-Versicherung.

## Wirken
Thon war seit dem 1. Juni 1876 im Außendienst für die Victoria-Versicherung tätig. Am 1. April 1887 wurde er aus Frankfurt am Main als Direktorialbevollmächtigter in die Direktion der Versicherung nach Berlin berufen. Er wurde zum Direktor ernannt, als Otto Gerstenberg zum Generaldirektor berufen wurde. Thon war seit dem Ausscheiden von Generaldirektor Otto Gerstenberg vom 1. Januar 1913 an Generaldirektor der beiden Victoria-Gesellschaften (Leben und Feuer) zu Berlin und teilte sich diese Funktion ab dem 15. Juli 1913 mit Richard Utech.
Thon selbst blieb Generaldirektor bis zum 1. Januar 1918. Er war zudem jahrelanges Vorstandsmitglied dieser damals bedeutendsten deutschen Versicherung und leitete der Bau der Victoria-Geschäftshäuser in der Lindenstraße 20–21.